# Prefabrykowane ściany keramzytowe
Prefabrykowane ściany keramzytowe – wielkoformatowe elementy ścienne z betonu keramzytowego, którego właściwości stwarzają mikroklimat wewnątrz obiektu porównywany do budynków z cegły (murowanych). Dostosowane do wysokości piętra służą do wznoszenia budynków jednorodzinnych oraz większych obiektów. Czas i koszty budowy są jednak znacznie mniejsze niż w przypadku budowy metodami tradycyjnymi.
Materiał daje łatwość formowania łuków, skosów czy otworów o nietypowych kształtach co prowadzi do zniesienia ograniczeń w rozwiązaniach architektonicznych. Kumuluje w sobie ciepło, przepuszcza parę wodną, a także zapewnia ogniotrwałość i dźwiękochłonność. Ściany keramzytowe charakteryzują się wysoką trwałością materiału. Powodowane jest to mikrostrukturą betonu keramzytowego.
Budynek z prefabrykowanych ścian keramzytowych posadowiony jest na płycie fundamentowej lub fundamencie ławowym. Gotowe elementy ustawiane są na płycie fundamentowej, na kilkucentymetrowej warstwie cementu a następnie przytwierdzane do niej. Pionowo łączone są za pomocą systemowych zamków. Połączenia wyrównuje się klejem cementowym. Po tych zabiegach na wewnętrzną powierzchnię ścian można kłaść tapety, glazurę lub malować po położeniu gładzi szpachlowej.